# Aeropuerto Internacional de Mandalay
El Aeropuerto Internacional de Mandalay (birmano: မန္တလေး အပြည်ပြည်ဆိုင်ရာ လေဆိပ်; (IATA: MDL, OACI: VYMD)), ubicado a 35 km al sur de Mandalay en Tada-U, es uno de los dos únicos aeropuertos internacionales en Birmania. Completado en 1999, es el mayor y más moderno aeropuerto del país, con una pista de 14.000 pies (4.267 m) y capacidad para atender a tres millones de pasajeros al año. El aeropuerto atiende sobre todo vuelos de cabotaje, con la excepción de vuelos internacionales a Kunming, China.

## Aerolíneas y destinos
- Air Bagan (Heho, Myitkyina, Nyaung-U, Tachilek, Rangún)
- Air Mandalay (Heho, Nyaung-U, Rangún)
- China Eastern Airlines (Kunming)
- Myanma Airways (Bhamo, Kalemyo, Kengtung, Khamti, Myitkyina, Pakokku, Tachilek, Rangún)
- Yangon Airways (Heho, Kengtung, Nyaung-U, Tachilek, Rangún)

## Instalaciones aeroportuarias
Inaugurada el 17 de septiembre de 2000, la terminal puede atender a mil pasajeros en llegada y mil en salida a la hora. La capacidad del aeropuerto está fijada en unos tres millones de pasajeros anuales, con capacidad de ampliarlo hasta los quince millones de pasajeros anuales. El aeropuerto ocupa un espacio de 10.123 hectáreas y está ubicado en el centro de Birmania, a unos 35 km al sur de Mandalay, y cerca de Tada-U. El trayecto del aeropuerto al centro de Mandalay supone aproximadamente una hora en coche.
La pista de hormigón del Aeropuerto Internacional de Mandalay tiene 14.000 pies (4.267 m) de largo y 200 pies (61 m) de ancho, y que permite el aterrizaje de cualquier clase de avión. El aparcamiento tiene 700 plazas para vehículos.
La terminal cuenta con aire acondicionado, extinción de incendios y sistemas de generadores eléctricos de emergencia. Cuenta también con seis ascensores de pasajeros, un ascensor de carga, tres escaleras y un sistema de gestión de equipajes. Tres de los seis fingers están capacitados para atender al Boeing 747-400. MAGS (Mandalay Airport Ground Services) proporciona servicios tanto a aviones de carga como de pasajeros.
Instalaciones de pasajeros: 36 mostradores de facturación, 8 puertas de embarque, seis fingers, tres hipódromos de equipajes, correos, banco, cambio de divisas, Restaurante, Sala VIP, tienda Duty Free, Kiosko/Estanco, Agencia de viajes, información turística, alquiler de coches.

## Historia
El proyecto del Aeropuerto Internacional de Mandalay fue concebido a mediados de los noventa como forma de incrementar el turismo en Birmania. Con Rangún como único aeropuerto internacional del país, el nuevo aeropuerto de Mandalay tenía previsto incrementar el número de pasajeros extranjeros en un 10% año a año.
La construcción del aeropuerto comenzó en 1996, y el aeropuerto fue oficialmente inaugurado en septiembre de 2000 con un coste de 150 millones de dólares. El proyecto fue financiado a través de un crédito a largo plazo del Thai ExIm Bank.
Los deseos de crecimiento anual todavía no se han producido, y el aeropuerto no llega a ser tan rentable como los impulsores esperaban.